# Dalida mon amour
Albums de Dalida
Quelque part au soleil
(1988) Dalida mon amour - volume 2
(1990)
Dalida, mon amour est le titre d'une compilation commercialisée en 1989 de Dalida et proposant pas moins de 6 titres inédits dont la chanson Rendez-vous chaque soir. Une chanson donnant son titre à l'album a spécialement été enregistrée par Bernard Estardy dans laquelle il récite un texte en référence à la chanteuse en lui laissant le couplet final extrait d'une de ses précédentes chansons Voilà pourquoi je chante.
La compilation sera commercialisée en double 33 tours, double disque compact et simple disque compact.
La sortie de cette compilation a été appuyée par une campagne de publicité télévisée, la sortie d'un livre retraçant sa carrière sur la base de photos et d'articles de presse de l'époque et soutenue par la diffusion d'une émission hommage intitulée Dalida, mon amour, produite par Maritie et Gilbert Carpentier.

## C.D 1
1. Comme disait Mistinguett
2. Il venait d'avoir 18 ans
3. J'attendrai
4. Parles plus bas
5. Monday Tuesday (laissez-moi danser)
6. Gigi l'amoroso
7. Paroles, paroles
8. Pour te dire je t'aime
9. Le lambeth walk
10. Il pleut sur Bruxelles
11. Génération 78 (medley)
12. Mourir sur scène
13. Rio do brazil
14. Pour en arriver-là

## C.D 2
1. Rendez-vous chaque soir
2. Un soir qu'on oublie pas
3. Lebnane (chanté en libanais)
4. Je t'aime ça veut dire aime moi
5. Aveva une cuore grande come te
6. Chanson inachevée
7. Dalida mon amour

Enregistrement public à l'Alcazar de Marseille le 18 avril 1957
1. Tu n'as pas très bon caractère
2. Madona
3. Le ranch de maria
4. Aime-moi
5. Le torrent
6. Bambino

## Dalida mon amour (compact disc simple)
1. Rendez-vous chaque soir
2. Il venait d'avoir 18 ans
3. Paroles, paroles
4. Un soir qu'on oublie pas
5. Soleil
6. J'attendrai
7. Parle plus bas
8. Lebnane
9. Le lambeth walk
10. Fini, la comédie
11. Monday, tuesday (laissez-moi danser)
12. La pensione bianca
13. Les hommes de ma vie
14. Il faut danser reggae
15. Gigi l'amoroso

## Extraits
- Rendez-vous chaque soir (version single)/Dalida mon amour
- Rendez-vous chaque soir (version intégrale)/Un soir qu'on oublie pas